# フーラッドシャフル・スタジアム
フーラッドシャフル・スタジアム（英語: Foolad Shahr Stadium、ペルシア語: ورزشگاه فولادشهر）は、イランのエスファハーン州フーラードシャフルにあるサッカー専用スタジアムである。イランのIRIBは、フーラードシャフル・スタジアムと表記している。

## 概要
イランサッカーリーグに所属するセパハンとゾブ・アハンがホームスタジアムとして使用している。そのため、ゾブ・アハン・スタジアムと呼ばれることもある。
1998年に設立された。収容人数は20,000人。2007年のAFCチャンピオンズリーグ決勝戦の舞台となった。